# Allen, Texas
Allen là một thành phố thuộc quận Collin, tiểu bang Texas, Hoa Kỳ. Năm 2010, dân số của xã này là 84246 người.

## Dân số
- Dân số năm 2000: 43554 người.
- Dân số năm 2010: 84246 người.